# Adnan Januzaj
Adnan Januzaj (Brüsszel, 1995. február 5. –) koszovói–albán származású belga válogatott labdarúgó, középpályás. A La Ligában szereplő Sevilla játékosa.

## Pályafutása

### Klubcsapatban
Januzaj koszovói albán szülők gyermekeként született Brüsszelben. Tízévesen csatlakozott az Anderlecht ifiakadémiájához, majd 2011 márciusában a Manchester Unitedhez szerződött, miután meggyőzte a csapat megfigyelőit egy brüsszeli tehetségkutatón.
A 2012–13-as idény vége felé Sir Alex Fergusontól megkapta a 44-es számú szerelést a felnőtt csapatban. Az idény utolsó bajnokiján, a West Bromwich Albion ellen a cserepadra került, de nem kapott játéklehetőséget. A szezon végén megkapta a legjobb tartalékjátékosnak járó díját a Unitednél, mindössze 18 évesen. A 2013–14-es évad előtti felkészülési időszakban az első csapat tagja volt. Ő volt az egyik legjobban teljesítő játékos a barátságos mérkőzéseken és gólt is szerzett. Rio Ferdinand tiszteletére rendezett meccsen, a Sevilla ellen szintén pályára lépett. Bár csapata 3–1-re kikapott, őt választották a meccs legjobbjának, melyben nagy szerepe volt annak, hogy a manchesteriek egyetlen gólja előtt ő adta a gólpasszt.
2013. augusztus 11-én tétmeccsen is bemutatkozhatott, miután csereként váltotta Robin van Persie-t a Wigan Athletic elleni Community Shield-mérkőzésen. A United 2–0-ra nyert, így Januzaj első felnőtt trófeáját is begyűjtötte.
Szeptember 14-én a Crystal Palace ellen debütált a bajnokságban, Ashley Young helyére állt be a 68. percben. Első gólját a Sunderland ellen szerezte. Az Bajnokok Ligájában december 10-én lépett pályára először. A 2014–15-ös szezon elején Ryan Giggs visszavonulása után megkapta a 11-es számú mezt. Louis van Gaaltól nem kapott annyi lehetőséget, így a 2015–16-os szezon elején kölcsönadták a Borussia Dortmundnak. Mindössze hat bajnokin kapott lehetőséget (tétmeccsen is mindössze tizenkét alkalommal), és csupán háromszor volt a kezdőcsapat tagja, mikor 2016. január 6-án Van Gaal visszarendelte a Unitedhez.

### Real Sociedad
2017 júliusában ötéves szerződést kötött a San sebastiani klubbal.
Januzaj a 2017/18-as szezon első két mérkőzését sérülés miatt kihagyta. Szeptember 10-én kezdőként debütált a csapatban, idegenbeli környezetben a Deportivo La Coruña elleni 2–4-re megnyert bajnokin. 
Szeptember 28-án lépett pályára a klub színeiben nemzetközi porondon  az Európa Ligában, a Zenit elleni 3–1-re elvesztett mérkőzésen. 
Az első gólját a 7. bajnokián szerezte az SD Eibar ellen, a 3–1-s találkozó második találatát jegyezte.

### Sevilla
2022. augusztus 31-től az andalúz klub ingyen megszerezte a játékjogát, és négy évre írt alá.
Szeptember 6-án mutatkozott be a Manchester City ellen a Bajnokok Ligájában, a mérkőzés utolsó 12 percében Isco-t váltotta.
2023. február 23-án a török İstanbul Başakşehir csapatába került kölcsönbe. 2024. július 24-én a Las Palmas bejelentette, hogy a 2024–25-ös a szezon végéig kölcsönbe vette.

### A válogatottban
2013 júniusában a belga U18-as és U19-es válogatott korábbi edzője, Marc Van Geersom azt nyilatkozta, hogy többször is megpróbálta behívni Januzajt, de ő mindannyiszor nemet mondott, mivel az albán válogatottban szeretne játszani.
Az albán válogatott szövetségi kapitánya, Gianni Di Biasi 2013. augusztus 13-án egy nyilatkozatában nagy tehetségnek nevezte Januzajt és azt mondta, hogy az Albán labdarúgó-szövetség csak a megfelelő pillanatra vár, hogy leüljön tárgyalni a játékossal és megkérje, hogy a későbbiekben Albánia színeiben játsszon.
2014-ben részt vett a világbajnokságon a belga válogatottal. Egy mérkőzésen lépett pályára.

## Statisztika
2022. augusztus 20-i állapot szerint.
| Klub              | Szezon           | Bajnokság        | Bajnokság | Bajnokság | Kupa  | Kupa  | Ligakupa | Ligakupa | Nemzetközi | Nemzetközi | Egyéb | Egyéb | Összes | Összes |
| Klub              | Szezon           | Liga             | Mérk.     | Gólok     | Mérk. | Gólok | Mérk.    | Gólok    | Mérk.      | Gólok      | Mérk. | Gólok | Mérk.  | Gólok  |
| ----------------- | ---------------- | ---------------- | --------- | --------- | ----- | ----- | -------- | -------- | ---------- | ---------- | ----- | ----- | ------ | ------ |
| Manchester United | 2013/14          | Premier League   | 27        | 4         | 1     | 0     | 4        | 0        | 2          | 0          | 1     | 0     | 35     | 4      |
| Manchester United | 2014/15          | Premier League   | 18        | 0         | 2     | 0     | 1        | 0        | —          | —          | —     | —     | 21     | 0      |
| Manchester United | 2015/16          | Premier League   | 5         | 1         | 0     | 0     | 0        | 0        | 2          | 0          | —     | —     | 7      | 1      |
| Manchester United | Összesen         | Összesen         | 50        | 5         | 3     | 0     | 5        | 0        | 4          | 0          | 1     | 0     | 63     | 5      |
| Borussia Dortmund | 2015/16          | Bundesliga       | 6         | 0         | 1     | 0     | —        | —        | 5          | 0          | —     | —     | 12     | 0      |
| Borussia Dortmund | Összesen         | Összesen         | 6         | 0         | 1     | 0     | —        | —        | 5          | 0          | —     | —     | 12     | 0      |
| Sunderland        | 2016/17          | Premier League   | 25        | 0         | 2     | 0     | 1        | 1        | —          | —          | —     | —     | 28     | 1      |
| Sunderland        | Összesen         | Összesen         | 25        | 0         | 2     | 0     | 1        | 1        | —          | —          | —     | —     | 28     | 1      |
| Real Sociedad     | 2017/18          | La Liga          | 28        | 3         | 1     | 0     | —        | —        | 6          | 1          | —     | —     | 35     | 4      |
| Real Sociedad     | 2018/19          | La Liga          | 20        | 1         | 4     | 1     | —        | —        | —          | —          | —     | —     | 24     | 2      |
| Real Sociedad     | 2019/20          | La Liga          | 24        | 4         | 5     | 4     | —        | —        | —          | —          | —     | —     | 29     | 8      |
| Real Sociedad     | 2020/21          | La Liga          | 27        | 4         | 1     | 0     | —        | —        | 7          | 0          | 1     | 0     | 36     | 4      |
| Real Sociedad     | 2021/22          | La Liga          | 32        | 3         | 4     | 1     | —        | —        | 7          | 1          | —     | —     | 43     | 5      |
| Real Sociedad     | Összesen         | Összesen         | 131       | 15        | 15    | 6     | —        | —        | 20         | 2          | 1     | 0     | 167    | 23     |
| Sevilla           | 2022/23          | La Liga          | 0         | 0         | 0     | 0     | —        | —        | 3          | 0          | —     | —     | 3      | 0      |
| Sevilla           | Összesen         | Összesen         | 0         | 0         | 0     | 0     | —        | —        | 3          | 0          | 0     | 0     | 3      | 0      |
| KARRIER ÖSSZESEN  | KARRIER ÖSSZESEN | KARRIER ÖSSZESEN | 212       | 20        | 21    | 6     | 6        | 1        | 32         | 2          | 2     | 0     | 273    | 29     |

### A válogatottban
2022. október 21-i állapot szerint.
| Belgium  | Belgium | Belgium |
| Év       | Mérk.   | Gólok   |
| -------- | ------- | ------- |
| 2014     | 6       | 0       |
| 2018     | 4       | 1       |
| 2019     | 2       | 0       |
| 2021     | 1       | 0       |
| 2022     | 2       | 0       |
| ÖSSZESEN | 15      | 1       |

## Sikerei, díjai

### Manchester United
- FA Community Shield: 2013

### Real Sociedad
- Spanyol kupagyőztes (1): 2021